# Laguz
Cette page contient des caractères spéciaux ou non latins. S’ils s’affichent mal (▯, ?, etc.), consultez la page d’aide Unicode.
Laguz est la vingt et unième rune du futhark (l'alphabet runique des anciens peuples germaniques) et la cinquième de la famille de Tīwaz. Elle est précédée de Mannaz et suivie de Inguz. Elle a donné, par exemple, le mot Lagoon.
Son caractère Unicode est 16DA.
Le nom de cette rune était lögr « eau, chute d'eau » en vieux norrois et lagu « océan » en vieil anglais. Le Codex Vindobonensis 795 donne un nom de lettre correspondant dans l'alphabet gotique sous la forme laaz, restitué en gotique comme lagus. *Laguz est la forme reconstruite pour le proto-germanique à partir de cette correspondance et à partir du vieux saxon lagu.
Cette rune notait à l'origine le son [l].
| Poème runique : | Traduction française : |
| Vieux norvégien ᛚ Lögr er, fællr ór fjalle foss; en gull ero nosser.                                                                                  | Une chute d'eau est une rivière qui tombe d'un côté de montagne; mais les ornement sont faits d'or.                                                                             |
| Vieux norrois ᛚ Lögr er vellanda vatn ok viðr ketill ok glömmungr grund. lacus lofðungr.                                                              | L'eau est remous et fort geyser et pays des poissons. |
| Vieil anglais ᛚ Lagu byþ leodum langsum geþuht, gif hi sculun neþan on nacan tealtum and hi sæyþa swyþe bregaþ and se brimhengest bridles ne gym[eð]. | L'océan semble interminable aux hommes, s'ils s'aventurent sur la barque vacillante et les vagues de la mer les terrifiants et l'étalon des abîmes profondes, pas son cavalier. |